# Ludność Dąbrowy Górniczej
- 1880 - 6 000[1]
- 1890 - 12 500[1]
- 1911 - 24 000[1]
- 1931 - 36 987
- 1939 - 42 082[1]
- 1946 - 28 070[1] (spis powszechny)
- 1950 - 32 446 (spis powszechny)
- 1955 - 41 219
- 1960 - 55 720 (spis powszechny)
- 1961 - 57 500
- 1962 - 58 400
- 1963 - 59 500
- 1964 - 60 300
- 1965 - 60 434[1]
- 1966 - 60 500
- 1967 - 59 800
- 1968 - 60 400
- 1969 - 61 100
- 1970 - 61 700 (spis powszechny)
- 1971 - 62 398
- 1972 - 63 100
- 1973 - 63 900
- 1974 - 64 600
- 1975 - 79 785[1] (włączono Strzemieszyce Wielkie i Małe)
- 1976 - 81 100
- 1977 - 105 200 (włączono Sławków i Ząbkowice)
- 1978 - 133 600 (spis powszechny)
- 1979 - 137 300
- 1980 - 141 431
- 1981 - 147 995
- 1982 - 152 373[1]
- 1983 - 141 612
- 1984 - 136 820 (odłączono Sławków)
- 1985 - 138 065
- 1986 - 138 913
- 1987 - 139 995
- 1988 - 134 236 (spis powszechny)
- 1989 - 135 960
- 1990 - 136 862
- 1991 - 139 207
- 1992 - 131 552
- 1993 - 132 784
- 1994 - 131 046
- 1995 - 130 448
- 1996 - 131 687
- 1997 - 131 394
- 1998 - 131 037
- 1999 - 133 487
- 2000 - 132 858
- 2001 - 132 356
- 2002 - 131 863 (spis powszechny)
- 2003 - 131 371
- 2004 - 130 789
- 2005 - 130 128
- 2006 - 129 559
- 2007 - 128 795
- 2008 - 128 315
- 2009 - 127 686
- 2010 - 126 079
- 2011 - 125 475 (spis powszechny)
- 2012 - 124 701

## Powierzchnia Dąbrowy Górniczej
- 1924 - 8,3 km²
- 1961 - 35 km²
- 1975 - 67 km²
- 1977 - 209 km²
- 1984 - 177 km²
- 1995 - 187,70 km²
- 1996 - 187,81 km²
- 2006 - 188,74 km²
- 2007 - 188,73 km²